# Fun in Acapulco (sang)
"Fun In Acapulco" er en komposition af Ben Weisman og Sid Wayne og er indsunget af Elvis Presley. "Fun In Acapulco" var titelnummer til Elvis Presley-filmen Fun in Acapulco fra 1963. Sangen blev indspillet af Elvis hos Radio Recorders i Hollywood den 23. januar 1963.
Sangen blev ikke udsendt på singleplade, men udkom samtidig med filmen i november 1963 på en LP-plade med soundtracket fra filmen. Soundtracket hed ligeledes Fun In Acapulco.
"Fun In Acapulco" er endvidere på CD'en fra 18. juli 1995 Command Performances – The Essential 60's Masters, vol. 2, som er en samling af de bedre af Elvis' filmsange fra hans 33 film.

## Besætning
Ved indspilningen af "Fun In Acapulco" og de øvrige sange i filmen deltog:
- Elvis Presley, sang
- Scotty Moore, guitar
- Barney Kessel, guitar
- Grady Martin, guitar
- Jerry Kennedy, guitar
- Harold Bradley. guitar
- Tiny Timbrell, guitar og mandolin
- Floyd Cramer, klaver
- Dudley Brooks, klaver
- Ray Siegel, bas
- Bob Moore, bas
- D.J. Fontana, trommer
- Murrey "Buddy" Harman, trommer
- Hal Blaine, trommer
- Emiel Radocchia, trommer
- Homer "Boots" Randolph, saxofon
- Anthony Terran, trompet
- Rudolph D. Lorea, trompet
- The Jordanaires, kor
- Millie Kirkham, kor
- Joe Babcock, kor
- The Amigos, kor